# Mohant

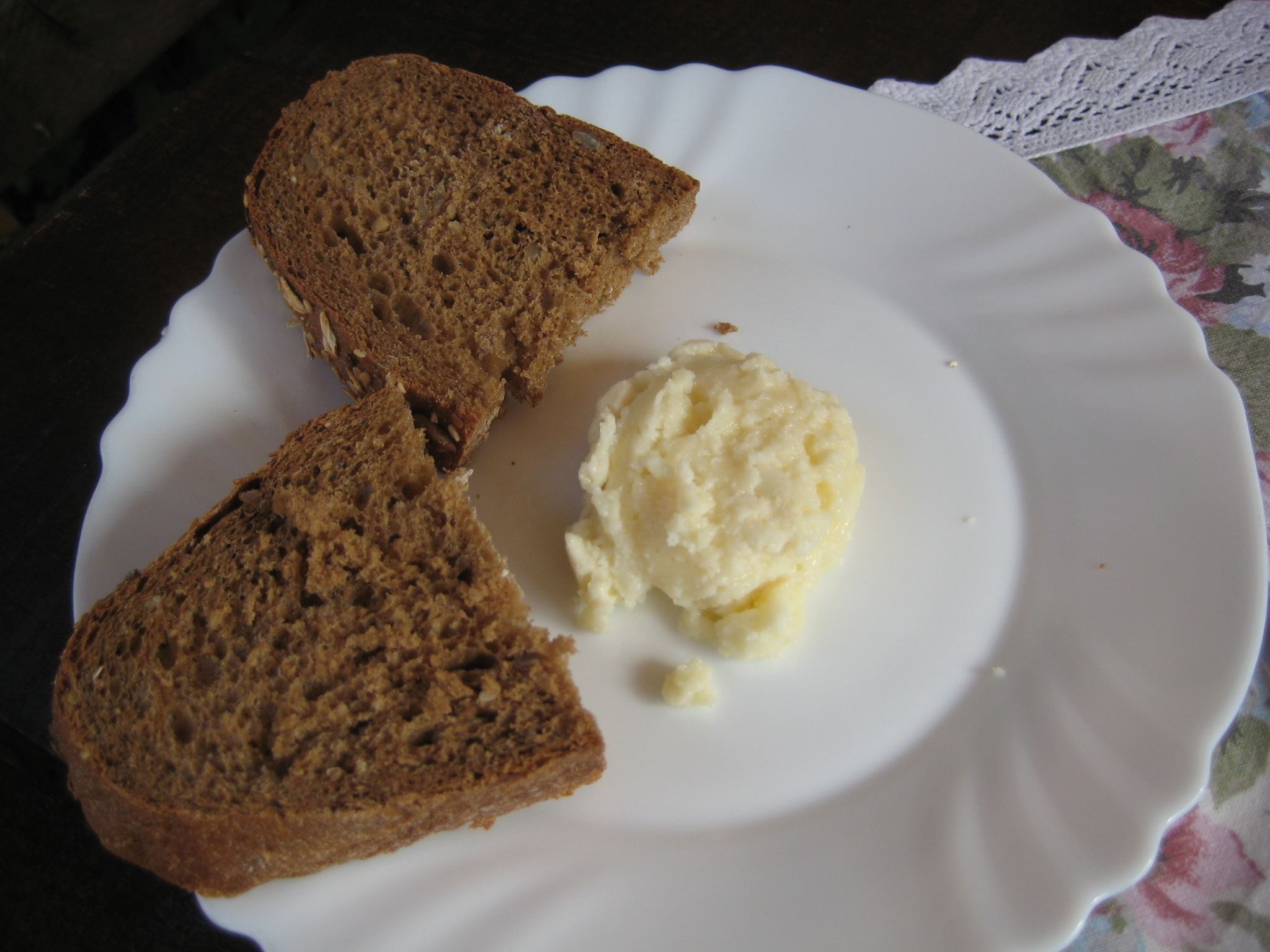
Mohant mit Brot

Mohant ist ein slowenischer Weichkäse aus Rohmilch mit geschützter Ursprungsbezeichnung.

## Herkunft
Das Herkunftsgebiet  liegt in den Julischen Alpen im Nationalpark Triglav und ist auf drei Seiten von hohen Bergen umgeben. Das Klima ist alpin mit rauen Wintern und kurzen Sommern. Rasche Wetteränderungen mit großen Regenmengen in heftigen Schauern sind typisch. Die durchschnittliche Jahrestemperatur liegt im Tal bei 7,7 °C, auf den Bergen bei 3,6 °C.
Die Milchkühe erhalten hauptsächlich in der Region hergestelltes Grün- und Raufutter, das einen Anteil von mindestens 75 % der Trockenmasse der täglichen Futtermenge ausmacht. Vitamin- und Mineralzusätze sind erlaubt.
Die Erzeugung der Milch und die Herstellung müssen im Herkunftsgebiet stattfinden.

## Herstellung
Mohant wird aus roher Kuhmilch hergestellt. Die Reifung findet in großen Bottichen („deže“) unter anaeroben Bedingungen statt. Das während der Reifung entstehende Gas verursacht die Bildung von Lufteinschlüssen im Inneren des Käses und sorgt für seinen charakteristischen Geruch und Geschmack.
Nach der Entnahme aus den Bottichen wird der Käse direkt in Gläser verpackt. Dabei werden Lufteinschlüsse zwischen Käse und Glas, die eine mikrobiologische Schädigung verursachen könnten, herausgepresst.

## Eigenschaften
Die Oberfläche des Käses ist glatt, gleichmäßig, trocken und verformbar; eine Rinde fehlt. Der Teig hat eine weißlich-gelbe, beige oder helle, butterähnliche Farbe. Das Innere ist homogen, weich, halbelastisch, schwer streichfähig bis streichfähig und kann leicht klumpig sein.
Geruch und Geschmack sind charakteristisch, pikant, scharf und beißend, mitunter auch etwas bitter.
Reifer Mohant hat einen Fettgehalt in der Trockenmasse von mindestens 35 %, einen Eiweißanteil von mindestens 17 % und einen Salzanteil zwischen 0,5 und 2,5 %.

## Kennzeichnung und Handel
Mohant wird unmittelbar vor dem Verpacken geknetet und geschnitten und danach sofort in Gläser gefüllt. Glas und Deckel mit einer Banderole verbunden.
Der Käse wird mit der Bezeichnung Mohant, dem Logo „Samo eden je Mohant, Bohinj“ (Es gibt nur einen Mohant, Bohinj), der Angabe zur geschützten Ursprungsbezeichnung sowie dem nationalen Qualitätssymbol gekennzeichnet.